# Dřevovina
Dřevovina je vysokovýtěžkový materiál používaný na výrobu papírů horších jakostí (například novinového papíru a plné lepenky), který je v současné době nahrazován vlákninou ze sběrového papíru. Jako suroviny se používá dřevo, jak z jehličnatých stromů, tak i ze stromů listnatých. Na rozdíl od chemických vláknin – buničin – se při výrobě dřevoviny vlákna (v tomto případě rostlinné buňky) uvolňují především mechanickým namáháním dřeva.

## Produkce dřevoviny
Výroba má několik fází:
1. Nejdříve je ze stromu odstraněna kůra. To se může udělat bez vody nebo tzv. mokrým loupáním. Kůra je obvykle použita jako palivo při výrobě celulózy a papíru.
2. Dřevné buňky jsou následně rozvolňovány. To lze provést více způsoby, čímž vzniknou různé druhy dřevoviny:
  - Brusná dřevovina (výtěžnost zhruba 98 %) se vyrábí broušením kuláčů dřeva na brusných kamenech. Při suchém broušení lze z takovéto dřevoviny vyrobit papír s vysokou opacitou. Při mokrém broušení naopak tato dřevovina slouží pro výrobu hladkého papíru.
  - Rafinérová dřevovina (výtěžnost 95–98 %) je obdobou brusné dřevoviny, jen se místo klasického brusného kamene použijí nožové rafinéry, kam již dřevo přichází v podobě štěpek.
  - Tlaková dřevovina (výtěžnost 95–98 %) je obdobou rafinérové buničiny. Jen se pracuje za vyšších teplot (až 200 °C) a tlaků (až 25 atm). Jedním druhem této dřevoviny je i explozívní buničina, kde se štěpky z tlakové nádoby „vystřelí“, čímž dojde k expanzi přehřáté vody a dřevo se rozruší. Výtěžnost explozivní buničiny je však nižší, než u klasické tlakové dřevoviny a blíží se spíš kategorii termomechanické buničiny.
3. Dřevovinová směs je následně mleta, tříděna, doplněna o pomocné papírenské prostředky a dopravena do papírového stroje, kde je formována a usušena.

## Vlastnosti
Vlákna dřevoviny jsou výrobou značně poškozena. Oproti vláknům buničiny jsou krátká, málo fibrilovaná, mají minimální pevnostní vlastnosti. Navíc obsahují značné množství ligninu, který papír z dřevoviny barví (zejména po delším působení slunečního světla) na žluto.

## Současnost
V současné době[kdy?] se však již od dřevoviny ustupuje. Celá výroba je energeticky velice náročná a vlastnosti dřevovinových vláken jsou velice podobné vlastnostem vláken ze sběrového papíru. Navíc dřevovinová vlákna jsou výrobou velice poškozena, takže je velmi obtížné tato vlákna využít pro recyklaci.